# Maďarské velkoknížectví
Maďarské velkoknížectví (maďarsky Magyar Nagyfejedelemség), někdy také Uherské knížectví nebo Uherská říše apod., jsou historická označení pro nejraněji doložený uherský stát ve středověku, založený někdy mezi lety 895 a 896 kočovným kmenovým svazem Maďarů. Ti postupně přešli z polokočovného způsobu života na život usedlý. V průběhu 10. století jsou původní pohanská náboženství nahrazena křesťanstvím a maďarská kmenová konfederace se postupně mění a konsoliduje v křesťanské království dle západoevropského vzoru. Tím se de iure stává v roce 1000, kdy se kníže Vajk, pokřtěný již jako Štěpán, nechává korunovat na uherského krále Štěpána I.
Předkřesťanskému knížectví ve skutečnosti nevládl sám velkokníže (кънѧꙃь, kňaz, kníže je slovo slovanského původu), nýbrž v podobě diarchie se o moc dělili dva nejvýše postavení muži, tj. sakrální král či kníže (kende či kündü) a náčelník-vojevůdce (gyula, „vojvoda“). Který z nich disponoval větší mocí nebo důležitějším postavením je předmětem dohadů. Jisté je jen to, že vládnoucí titul (dle některých pramenů kníže nebo dokonce chán) mohl být odvozen od titulu kagana, resp. převzat od Chazarů.

## Historie

### Vznik Uher (896–1000)

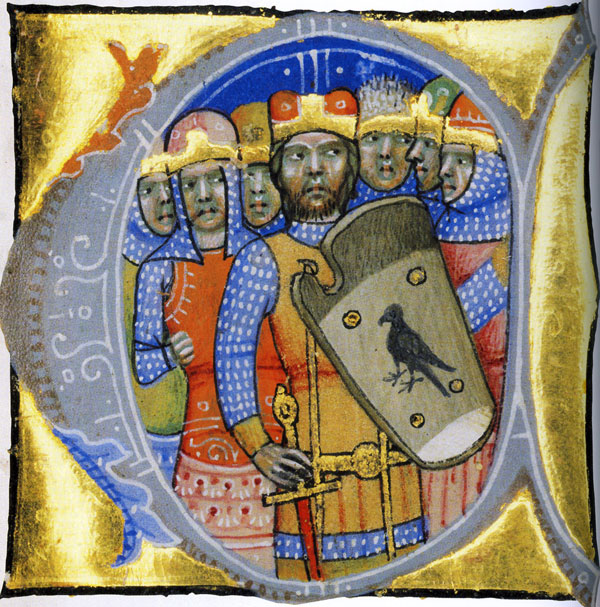
Arpád a šest dalších maďarských vůdců, Chronicon Pictum, 1360

Vznik Uher je neodmyslitelně spjat s příchodem kočovných Maďarů do Panonie a Podunají. Staromaďarské kmeny přišly do této oblasti již sjednoceny pod vedením náčelníka Arpáda, kterého si sedm maďarských vojvodů v roce 890 zvolilo za svého vládce. Za sebou zanechali maďarské kočovné kmeny starší domovinu Etelköz, která ležela východně od Karpat. Maďaři nalezli v nových sídlech vyspělejší kulturu rolníků pod ochranou Velké Moravy a vedly výbojné války proti sousedům.

### Vláda Arpáda

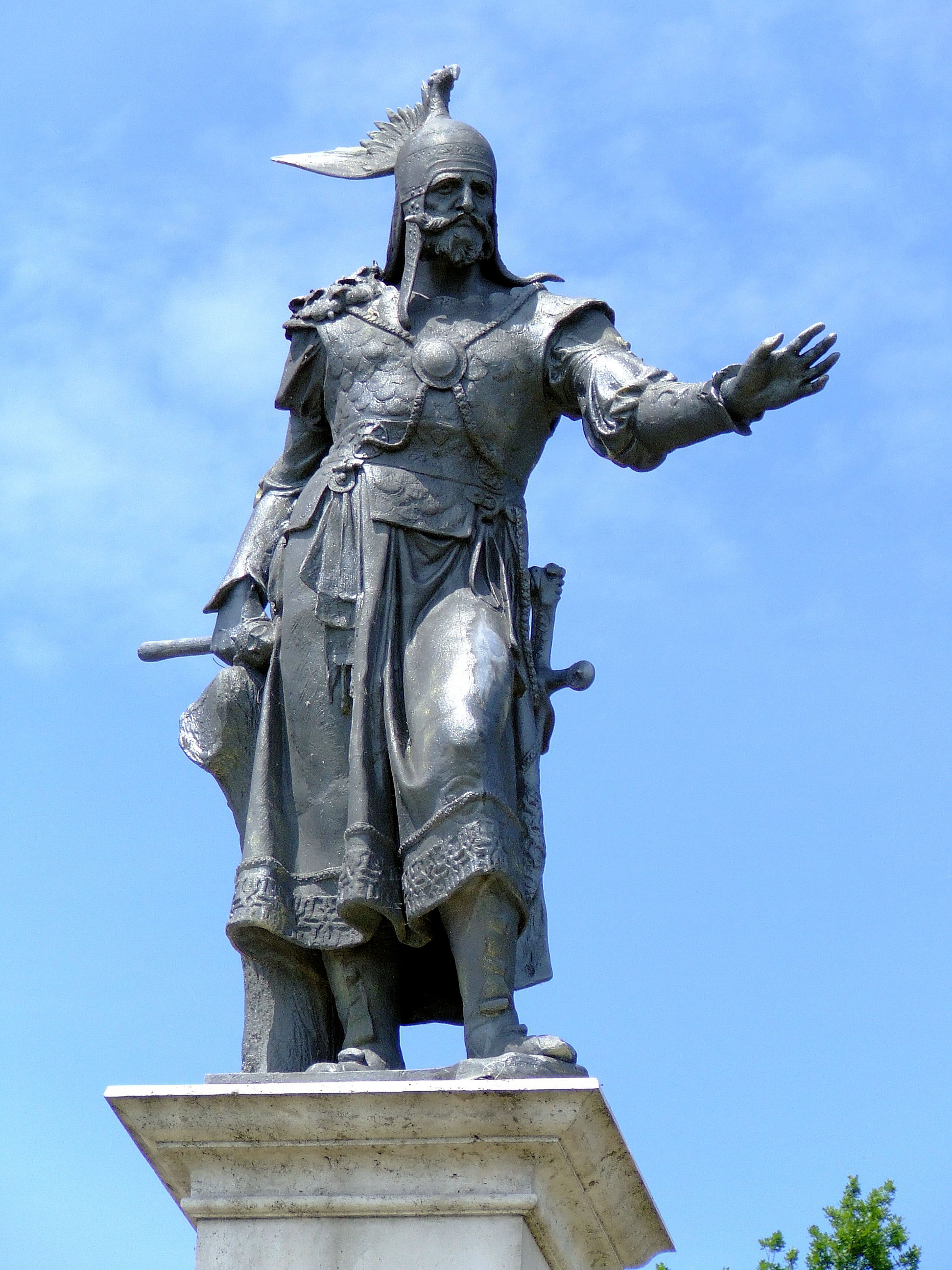
Arpádova socha ve městě Ráckeve

V roce 896 se stal Arpád vládcem kmenů a pod Arpádovým velením snad v roce 902 nebo 903 porazil vojsko Velké Moravy, v roce 906 byl poražen bavorskými vojsky a velkomoravským knížetem Mojmírem II. Posílení své pozice se Arpád dočkal díky Frankům, kteří pozvali na jednání a zabili maďarské velmože. Arpád vedl válku proti Bavorům, které v roce 907 poráží u Brezalausburgu (dnešní Bratislava). Protože se nezachovaly prameny o zapojení vojsk Velké Moravy, s datem 907 je již spojen rozpad Velké Moravy a slovanská knížata se podřizují ve výbojných bitvách Maďarům. Nastává usídlování Maďarů v Podunajské nížině a přebírání kultury a způsobů obrábění půdy od vyspělejších slovanských sousedů.

### Nástupci Arpáda
Arpádovi následníci pokračují ve výbojích, které směrem na západ zastavuje až bitva na Lechu v roce 955. Maďaři poté přecházejí k usedlému způsobu života a Arpádovci pomalu upevňují po vzoru evropských mocností svou svrchovanou moc a pevně se ujímají vlády. Přijímají křesťanství za své náboženství a od dob prvního uherského krále sv. Štěpána ho také horlivě šíří po celé zemi. Původní převážně slovanské obyvatelstvo bylo nuceno asimilovat a přijmout nadvládu uherského krále. Jak na jihu v oblasti Blatnohradu a Panonie na západě, tak i na severu v oblasti Nitrianskeho knížectví převzali od místních obyvatel část zemědělství, řemesla a z počátku i způsob státní správy.